# Who's That Girl (canção de Madonna)
"Who's That Girl" é uma canção da artista musical estadunidense Madonna, contida na trilha sonora do filme de mesmo nome (1987). Foi composta e produzida pela própria com o auxílio de Patrick Leonard. Enquanto estava nas filmagens do filme, então intitulado Slammer, a cantora pediu a Leonard para que desenvolvesse uma canção de andamento acelerado que capturasse a natureza de sua personagem na produção. Ela adicionou as letras e os vocais para a demonstração desenvolvida por Leonard, e decidiu nomeá-la de "Who's That Girl", juntamente com o filme. O seu lançamento como o primeiro single da trilha sonora ocorreu em 30 de junho de 1987, através da Sire Records e da Warner Bros. Records.
Musicalmente, a faixa é derivada do pop latino e apresenta instrumentação de tambores, baixos e instrumentos de cordas. Liricamente, "Who's That Girl" continua a fascinação de Madonna com a cultura hispânica, incorporando letras em espanhol e usando o efeito de vocais duplos. A obra recebeu análises divergentes da mídia especializada, sendo elogiada por sua composição e o seu estilo e criticada por sua produção. Comercialmente, atingiu a liderança em sete países, incluindo a Bélgica, o Canadá, a Irlanda e a Itália. Nos Estados Unidos, com "Who's That Girl", Madonna tornou-se a primeira artista a ter seis canções no topo da Billboard Hot 100 ao longo da década de 1980.
O videoclipe que acompanha a música foi dirigido por Peter Rosenthal e apresenta uma nova personalidade da cantora, além de cenas do filme homônimo. Tal como a canção, Madonna incorpora a cultura hispânica no vídeo musical, que a apresenta uma jovem mulher hispânica que sai em busca de um tesouro com a ajuda de pessoas que ela conhece. A artista apresentou "Who's That Girl" na turnê homônima em 1987 e na Rebel Heart Tour, entre 2015 e 2016. A canção foi regravada por alguns artistas e incluída em álbuns de tributo.

## Antecedentes e lançamento
Em 1986, Madonna estava filmando o seu terceiro filme Who's That Girl (1987), até então intitulado Slammer. Precisando de canções para a sua respectiva trilha sonora, ela contatou Patrick Leonard e Stephen Bray para trabalhar com ela na trilha sonora; ambos já haviam trabalhado com a cantora na produção de seu terceiro álbum de estúdio True Blue (1986).
A artista explicou que precisava de canções de andamento acelerado e lento. Ela foi para o estúdio em uma quinta-feira, enquanto Leonard estava desenvolvendo o refrão da faixa de andamento acelerado. Ele entregou uma fita cassete de demonstração para Madonna, que começou a desenvolver a letra e a melodia da música, ao passo em que Leonard trabalhava em outras partes da obra. Depois de terminar a letra, Madonna declarou que queria que a canção se chamasse de "Who's That Girl" e trocou o nome do filme Slammer para Who's That Girl, considerando-o um título melhor. Em uma entrevista concedida a Fred Bronson em seu livro The Billboard Book of Number 1 Hits, Leonard explicou que a música foi gravada em apenas um dia, com Madonna adicionando seus vocais apenas uma vez. Faixas instrumentais adicionais com guitarras e percussão foram incluídas por Leonard e Bray mais tarde. Em relação ao desenvolvimento da música para o filme, Madonna explicou:
| “ | Eu tinha algumas ideias muito específicas em mente, a música iria ficar por conta própria, bem como suportar e melhorar o que estava acontecendo na tela e que a única maneira de tornar isso uma realidade era escrever as músicas sozinha. (...) As músicas não são necessariamente sobre Nikki [nome de sua personagem no filme] ou escritas para serem cantada por alguém como ela, mas há um espírito a esta música que captura sobre o que o filme e as personagens querem dizer. | ” |

A gravadora Sire Records lançou "Who's That Girl" nos Estados Unidos como o primeiro single da trilha sonora, em 30 de junho de 1987, Mais tarde, ele apareceu no EP britânico de 1991 The Holiday Collection , que foi lançado para acompanhar o álbum de compilação de Madonna, The Immaculate Collection. Desde então, ela foi incluída nas duas edições do álbum de grandes êxitos Celebration, lançado pela Warner Bros. Records em setembro de 2009.

## Composição e crítica profissional
Musicalmente, "Who's That Girl" é uma canção derivada do pop latino é apresenta o estilo musical típico da cantora, misturando a máquina de tambores, uma linha de baixo de sintetizador e o som de instrumentos com cordas. Nas três partes da canção, nomeadamente na ponte, onde Madonna canta "Quem pode me ajudar agora?", o refrão e as estrofes fluem fortemente. O refrão contém um efeito assombroso. A canção simboliza novamente o interesse de Madonna com a cultura latino-americana, que continuou após o lançamento de "La Isla Bonita" devido a adição de frases em espanhol em seu refrão, bem como as trombetas no segundo refrão e a quebra instrumental adicionada na metade do tema. A música também usa o efeito sonoro provocado pela combinação de várias linhas vocais, que havia sido anteriormente usada por grupos como The Beach Boys em seus singles "God Only Knows" (1966) e "I Get Around" (1964), bem como pelo grupo R.E.M nos singles "Fall on Me" (1986) e "Near Wild Heaven" (1991). "Who's That Girl" também emprega esse efeito no último refrão, onde cerca de quatro ganchos vocais diferentes são interligados.
Em uma análise feita para o seu livro The Complete Guide to the Music of Madonna, o autor Rikky Rooskby comentou que a canção "é a melhor captura de Madonna em seu estilo original". Stephen Thomas Erlewine, do portal Allmusic, comentou que "juntamente com 'Causing a Commotion', 'Who's That Girl' não são de maneira alguma os melhores singles de Madonna". Em seu livro Madonna: An Intimate Biography, o biógrafo J. Randy Taraborrelli definiu "Who's That Girl" como a "música quintessencial de Madonna" e a descreveu como "funk, audaciosa e melódica, com um tom latino". Noah Robischon, da revista Entertainment Weekly, comentou que em ambos o filme e a canção, a cantora havia empurrado "sinergia além do limite". Bill Lamb, do portal About.com, determinou que "assim como o segundo single da trilha sonora, 'Causing a Commotion', 'Who's That Girl' não é exemplo da melhor música de Madonna". Enio Chiola, da PopMatters, listou a canção como um dos quinze melhores singles da artista, a destacando como uma "festa instantânea no mesmo em que começa". A canção foi nomeada nas categorias de Best Song from a Motion Pitcure e Best Original Song durante os Grammy Awards de 1988 e Globo de Ouro do mesmo ano, respectivamente, porém perdeu todas.
Em agosto de 2018, Ed Gonzalez de Slant o incluiu no quinquagésimo lugar na contagem que classificou os 78 singles de Madonna lançados até então; Ele chamou de "um limpador de paladar sem calorias após a deliciosa voluptuosidade de "La isla bonita", e admitiu que a música era cativante sem deixar qualquer norma. Em uma pesquisa realizada em setembro de 2013 pela Billboard em suas 20 faixas mais destacadas, ele esteve nas posições 15 e 17 após as respostas de dois seguidores da artista. Enquanto Stacy Hensley, da Examiner.com, a colocou no sétimo lugar entre as dez melhores da cantora nos anos 80, Matthew Rettenmund, do Boy Culture, incluiu-o no número 64 de "A Imaculada Percepção: Cada Canção de Madonna, do pior ao melhor", uma lista criada nas 221 faixas gravadas pela artista, desde o seu início em 1980 até 2012. Finalmente, apareceu na décima oitava posição da contagem de melhor de 1987, produzida pela rádio neojerseyana  WHTZ.
Em 1988, "Who's That Girl" obteve o reconhecimento de música mais reconhecido em filmes pelo ASCAP Film and Television Music Awards. Além disso, ele recebeu uma indicação na categoria de Melhor Música Escrita para um Filme, Televisão ou Outro Meio Visual no Grammy Awards de 1988 e Melhor Música Original no Globo de Ouro de 1987, mas perdeu ambas para "Somewhere Out There" por James Horner e "(I've Had) The Time of My Life", de Bill Medley e Jennifer Warnes respectivamente.

## Vídeo musical

No vídeo musical de "Who's That Girl", Madonna incorpora um estilo hispânico, visto anteriormente no vídeo musical de "La Isla Bonita".

O vídeo musical de "Who's That Girl" foi filmado durante dois dias nos estúdios A&M, localizados em Los Angeles, Califórnia, sob a direção de Peter Rosenthal. Para o filme Who's That Girl, Madonna usou um extravagante estilo capilar cacheado e loiro-platinado, que foi a sua forma de homenagear as comédias malucas da década de 1930. No vídeo musical da canção, ela continuou com o seu estilo hispânico, visto anteriormente no vídeo musical de "La Isla Bonita"; desta vez, ela apareceu vestida em um terno masculino cinza, com um chapéu de abas largas e um bolero, cuja combinação virou uma tendência de moda.
O vídeo se inicia com Madonna caminhando em um parque. Após encontrar duas crianças e um adolescente, eles começam a caminhar no parque, enquanto a artista canta a música. Estas sequências são intercaladas com cenas do filme homônimo, que apresenta a cantora como a personagem Nikki Finn. Ao passo em que o vídeo se progride, ela e seus companheiros começam a partir em busca de um tesouro egípcio. Após se dirigir ao tesouro através da carta de tarô A Sacerdotisa, ela abre um baú, onde encontra um grande diamante. Depois de encontrar o tesouro, eles começam a dançar com o som da canção até ela acabar.
A produção apresentou Madonna com um uma imagem diferente, em vez de sua personalidade real. De acordo com Vincent Canby, periodista do The New York Times, "na época [do lançamento do filme], Madonna ficou astutamente pragmática sobre sua personalidade e sua aparência — semelhante à Marilyn Monroe, mas com a "acidez de quadrinhos" de Jean Harlow. Esta personalidade se refletiu na segunda metade do filme Who's That Girl". No entanto, o vídeo musical optou por não capturar o jeito real de Madonna ou para promover o filme para o qual a canção foi especificamente criada. Em vez disso, concentrou-se na personalidade da personagem Nikki Finn retratada na primeira metade do filme Who's That Girl.

## Apresentações ao vivo e versões de outros artistas

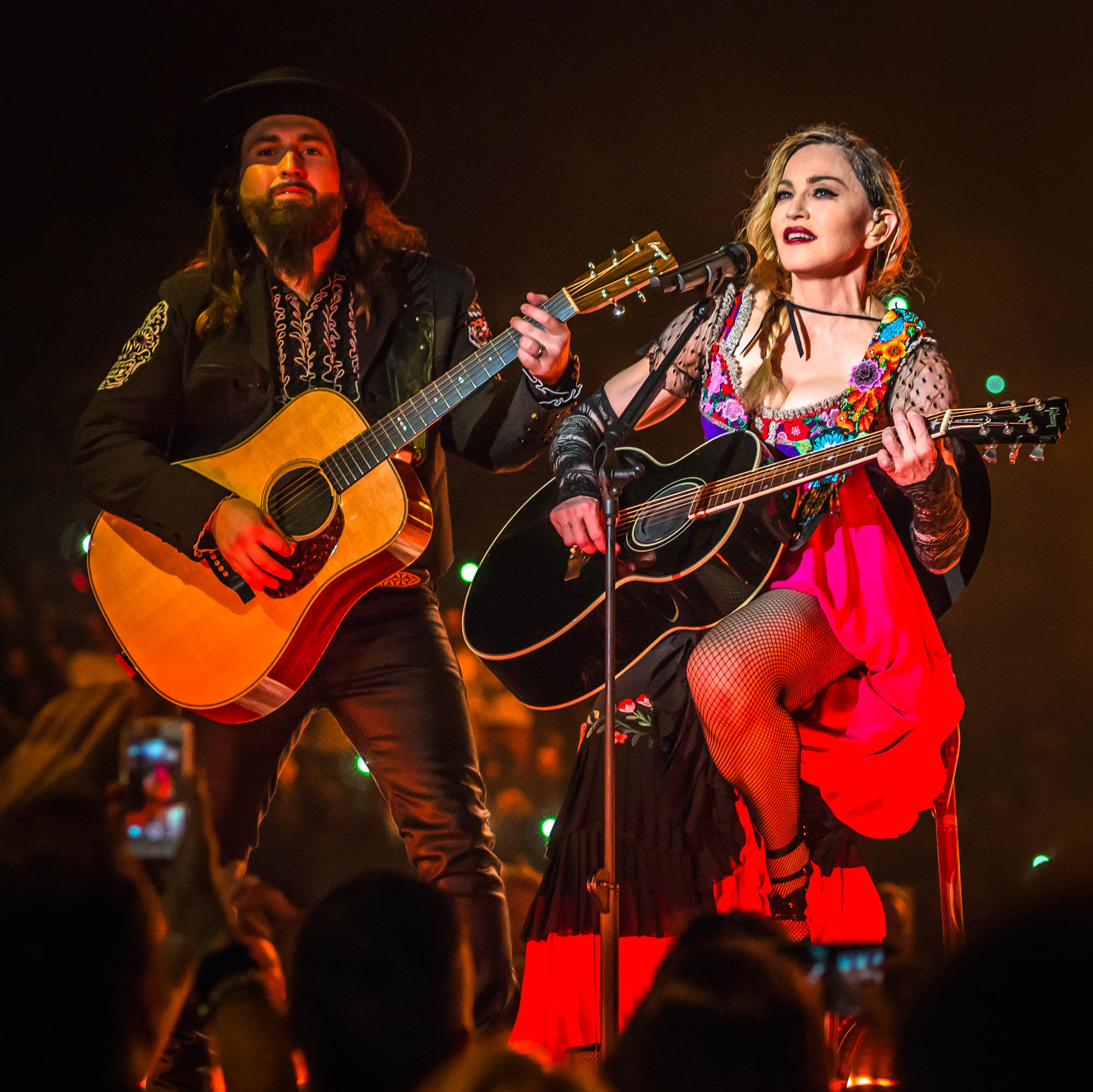
Madonna interpretando uma versão acústica de "Who's That Girl" durante a Rebel Heart Tour.

Madonna tocou "Who's That Girl" em sua turnê Who's That Girl World Tour (1987), onde ela foi apresentada como parte do bis; Ela subiu ao palco com um vestido vermelho brilhante de flamenco e apresentou a faixa acompanhado por uas cantoras de apoio Niki Haris, Donna De Lory e Debra Parson. Duas apresentações diferentes dessa turnê podem ser encontradas nos álbuns de vídeo Who's That Girl – Live in Japan, filmados em Tóquio, Japão, em 22 de junho de 1987, e em Ciao Italia: Live from Italy, filmado em Turim, Itália, em 4 de setembro do mesmo ano. anos depois, a música fez parte da Rebel Heart Tour (2015-16) durante o segmento latino do concerto. A cantora usou um conjunto inspirado na cultura cigana; Ele usava um xale, luvas de renda, uma saia longa preta, um chapéu com franjas de seda e botas de couro de salto alto até os joelhos. A interpretação consistiu em uma versão acústica da música e, depois de terminada, Madonna ainda disse que não sabia quem ela era, referindo-se ao título da música: "Não sei. Eu ainda não sei Acho que não, talvez seja isso que é a vida, para entender quem você é".  Rob Sheffield da Rolling Stone, em sua crítica ao concerto de Nova Iorque, ele citou a performance como um dos destaques da noite.
Após seu lançamento, alguns artistas fizeram a versão cover da música, especialmente para álbuns em homenagem. A banda The Countdown Singers incluiu sua versão da música com o som semelhante ao original do álbum Hit Parade of 80's, Vol. 2, e a Royal Philharmonic Orchestra a gravou instrumentalmente para a Material Girl: RPO Plays Music of Madonna (1998). Atriz alemã Eva Mattes interpretado para o álbum de 2006 Language of Love, enquanto a banda The Bubonic Plague gravadas para o álbum tributo Through the Wilderness. Outros artistas e bandas como Anastacia, Sussan Kameron, The Lounge Orquestra do-sol, Robbers Tune e Backing Force, entre muitos outros, também regravaram a faixa e incluiu em vários álbuns de homenagem à cantora.

## Faixas e formatos
| 7" single europeu |                   |         |  |
| N.º               | Título            | Duração |  |
| 1.                | "Who's That Girl" | 3:58    |  |
| 2.                | "White Heat"      | 4:40    |  |

| 12" single britânico e limitado |                                      |         |  |
| N.º                             | Título                               | Duração |  |
| 1.                              | "Who's That Girl" (versão estendida) | 6:29    |  |
| 2.                              | "White Heat"                         | 4:40    |  |

| 12" single estadunidense e britânico (limitado) |                                      |             |  |
| N.º                                             | Título                               | Duração     |  |
| 1.                                              | "Who's That Girl" (versão estendida) | 6:29        |  |
| 2.                                              | "Who's That Girl"                    | Dub Version |  |
| 3.                                              | "White Heat"                         | 4:40        |  |

| CD single e Maxi single alemão |                                      |         |  |
| N.º                            | Título                               | Duração |  |
| 1.                             | "Who's That Girl" (versão estendida) | 6:29    |  |
| 2.                             | "White Heat"                         | 4:40    |  |

## Créditos
Lista-se abaixo os profissionais envolvidos na elaboração de "Who's That Girl", de acordo com o encarte da trilha sonora de Who's That Girl:
| - Madonna: composição, produção, vocalista principal - Patrick Leonard: composição, produção, mixagem - Michael Barbiero: produção adicional, mixagem de áudio | - Steve Thompson: produção adicional, mixagem de áudio - Donna De Lory: vocalista de apoio - Niki Haris: vocalista de apoio |

## Desempenho comercial

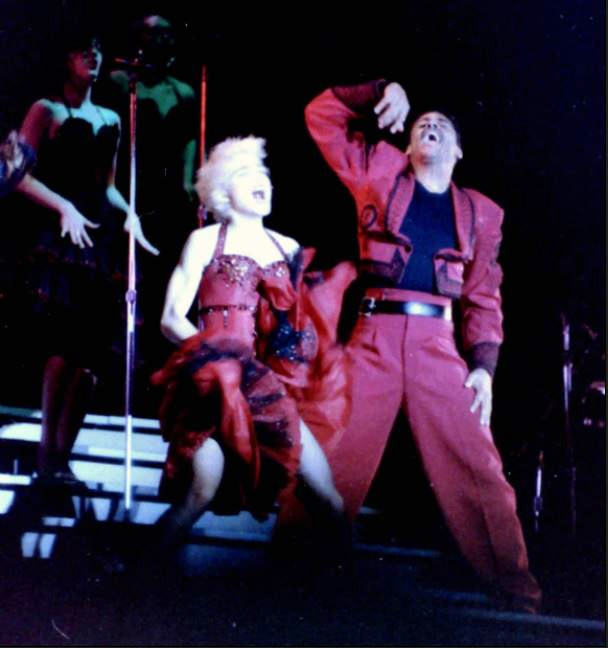
Madonna performando a faixa durante a Who's That Girl World Tour.

Após o seu lançamento, "Who's That Girl" alcançou sucesso comercial na maior parte do mundo. Nos Estados Unidos, ele entrou em 11 de julho de 1987 na 43ª posição da Billboard Hot 100 e, na sétima semana, alcançou o topo da tabela; Permaneceu por um total de dezesseis edições e até o final do ano, ficou em 42º na lista anual do país. Tornou-se seu sexto número um no país, então ele se tornou o primeiro artista a acumular seis singles na primeira posição na década de 1980 e o primeiro a obter mais músicas na primeira posição como solista; Nas outras contagens da Billboard, a faixa alcançou os números 5, 44 e 78 nas tabelas Adult Contemporary, Dance Club Songs e Hot R&B/Hip-Hop Songs, respectivamente. Em 2000, ele foi o décimo primeiro em uma votação feita pela Billboard para fãs de Madonna para determinar a sua faixa favorita. O sucesso de "Who's That Girl" continuou no Canadá; estreou em 11 de julho de 1987 na tabela de singles da RPM na posição 83, e 29 de agosto, alcançou o número um. Passou vinte semanas no total e classificado em doze na ontage anual de 1987.
Na Austrália e na Nova Zelândia, a música obteve resultados favoráveis: no primeiro, alcançou a sétima posição do Kent Music Report, e no segundo país, no segundo, onde permaneceu nessa posição por duas semanas consecutivas, enquanto no total, por catorze. Nos países europeus, também obteve sucesso comercial: isso aconteceu na Bélgica, Irlanda e Países Baixos, onde alcançou a primeira posição de suas tabelas correspondentes. No Reino Unido, a faixa foi lançada em 6 de Julho de 1987, e entrou doze dias depois na tabela UK Singles Chart, em terceiro lugar; na semana seguinte, ele alcançou o primeiro lugar, para o que passou a ser o quinto single número da cantora naquele país. Obteve um registro de prata da British Phonographic Industry (BPI) e, de acordo com a Official Charts Company , vendeu 380.000 cópias após a sua publicação. "Who's That Girl" ficou em segundo lugar na Alemanha, França, Noruega, Suécia e Suíça, e quatro de seis posições na Áustria e na Espanha, respectivamente. Finalmente, ele obteve uma certificação de prata concedido pelo Syndicat National de l'Édition Phonographique (SNEP), por vender 500.000 cópias no território francês.